# Rosicley Pereira da Silva
Rosicley Pereira da Silva, noto anche con lo pseudonimo di Rossi (Prainha, 22 aprile 1993), è un calciatore brasiliano, attaccante del Paysandu.

## Caratteristiche tecniche
È un'ala destra.

## Palmarès

### Club

#### Competizioni statali
- Campionato Paranaense: 1

Operário-PR: 2015
- Campionato Catarinense: 1

Chapecoense: 2017
- Taça Guanabara: 1

Vasco da Gama: 2019
- Campionato Baiano: 1

Bahia: 2020

#### Competizioni regionali
- Copa do Nordeste: 1

Bahia: 2021
- Copa Verde: 1

Paysandu: 2025